# Darren Shahlavi
Darren Shahlavi (Stockport, 5 de agosto de 1972 – Los Ángeles, 14 de enero de 2015) fue un actor, artista marcial y especialista inglés. Shahlavi era conocido principalmente por películas como Bloodmoon, Tai Chi Boxer, Ip Man 2, Beyond the Limits, 300, Watchmen, The Final Cut, BoodRayne

## Biografía

### Inicios
Nacido en Stockport (Inglaterra) en 1972. Tiene dos hermanas Elisabeth Shahlavi y Malouse Shahlavi.

## Carrera
Empezó a estudiar artes marciales a los 7 años y a principios de los 90 se trasladó a Hong Kong dispuesto a convertirse en una estrella del cine de acción. Allí comenzó su carrera como villano, hasta que en 1996 Yue Woo-ping le dio un papel importante en el clásico del cine de kung-fu 'Tai ji Quan'. Su paso por Hong Kong le sirvió como trampolín para dar el salto a Hollywood, donde en los últimos años le hemos visto como actor en películas como 'Soy espía' (Betty Thomas, 2002), 'La memoria de los muertos' (Omar Naim, 2004), o 'Watchmen' (Zack Snyder, 2009). Habitual en las películas de Uwe Boll quizás su curriculum luce más como especialista, que ha ejercido en taquillazos como '300', (Zack Snyder, 2006), 'Noche en el museo' (Shawn Levy, 2006), o 'Missión Imposible: Protocolo fantasma' (Brad Bird, 2011).
En la pequeña pantalla, pudimos verle en series como 'Smallville', 'Intelligence' o 'Mujer Bionica', siempre en personajes episódicos. Sin embargo, quizás su papel más reconocido fue el de Constantine Drakon en el episodio piloto de 'Arrow'.
- Datos: Q390174
- Multimedia: Darren Shahlavi / Q390174